# Berg-Mähwiese
Berg-Mähwiesen sind ein durch die Richtlinie 92/43/EWG (Fauna-Flora-Habitat-Richtlinie) geschützter Lebensraum.

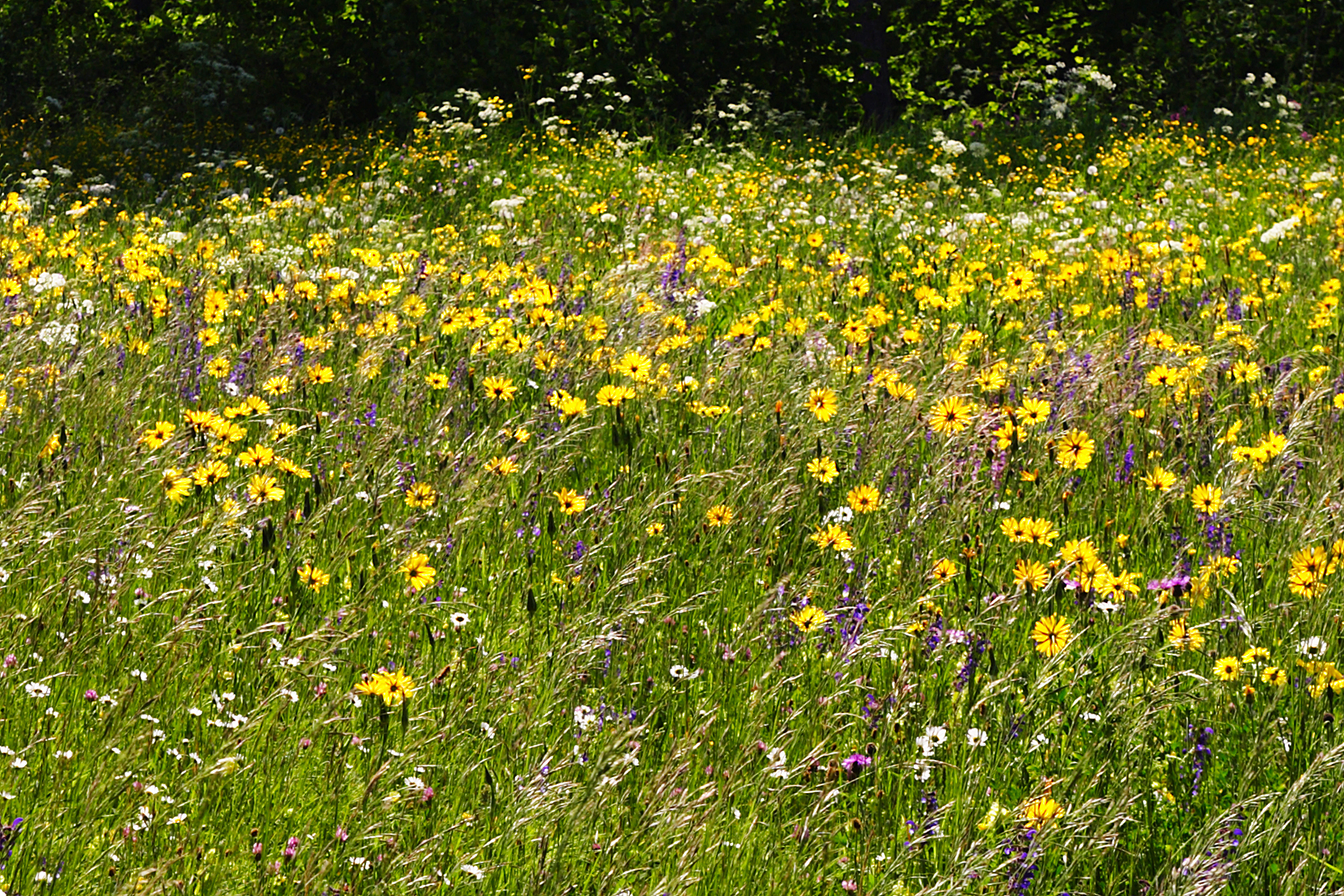
Berg-Mähwiese auf der Schwäbischen Alb

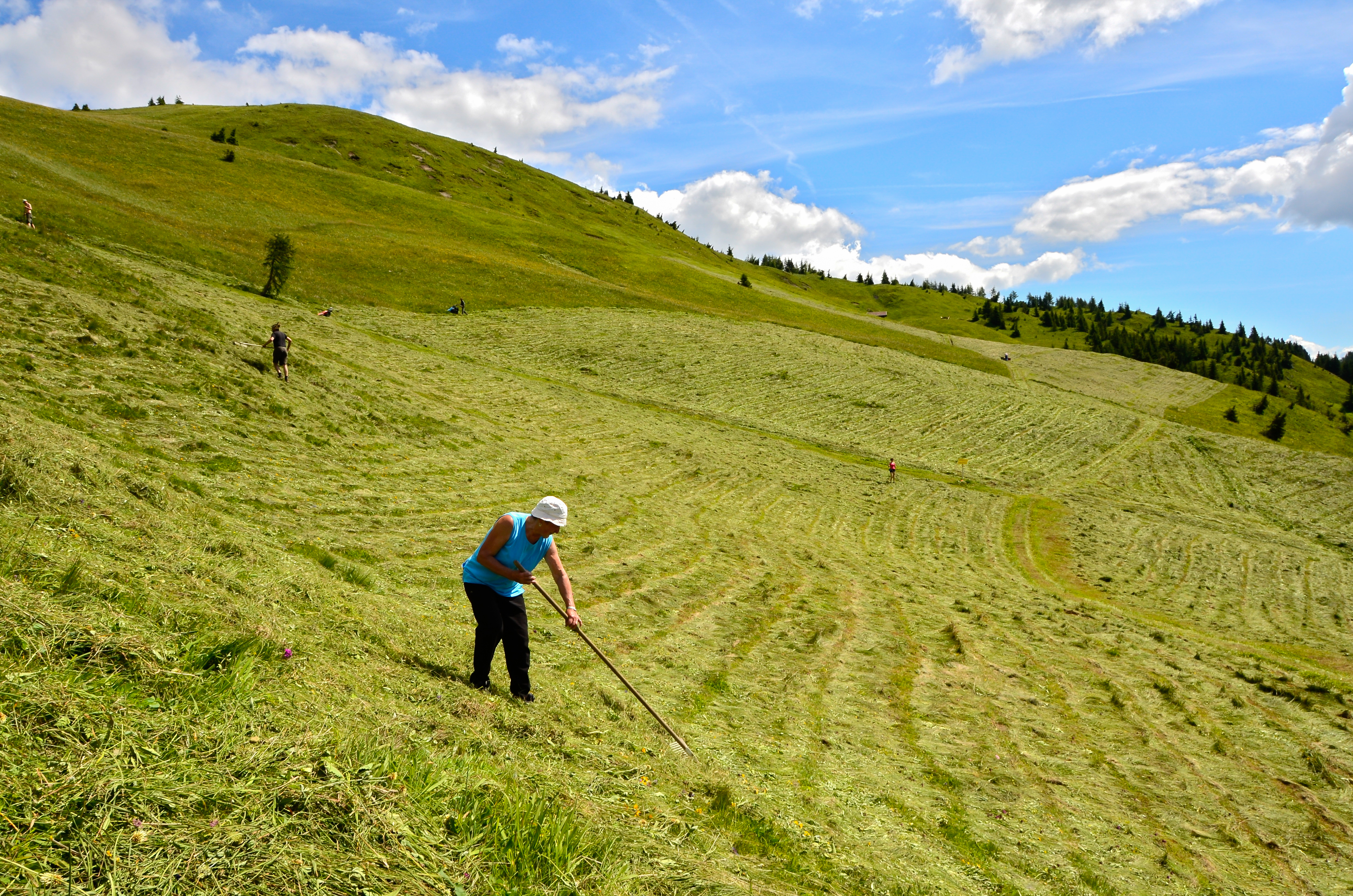
Heumahd auf der Mussen-Alm

## Beschreibung
In den kühl-feuchten Lagen der deutschen Mittelgebirge ab einer Höhenlage von etwa 500 bis 600 Metern und in den Alpen werden die Flachland-Mähwiesen von den Berg-Mähwiesen abgelöst. Diese Wiesen sind bunt und artenreich und entstehen auf Untergründen mit mittlerer Feuchtigkeit und Temperatur. Der Untergrund kann sowohl sauer als auch basisch sein. Sie sind eine typische Kulturformation, die durch die extensive Mahd ohne, oder mit nur geringer Düngung gekennzeichnet ist. Eine der typischen Arten des Lebensraumtyps ist der Goldhafer. Je nach Wasserversorgung und Nährstoffreichtum können Bergwiesen Übergänge zu Nasswiesen, Borstgrasrasen oder Zwergstrauchheiden aufweisen und treten auch oft mit diesen in räumlicher Nähe auf.
Die nördlichsten Berg-Mähwiesen finden sich im Harz. Hauptverbreitungsgebiete sind u. a. die Eifel, das südliche Sauerland, das Schwäbische und Thüringisch-Fränkische Mittelgebirge, das Erzgebirge, der Schwarzwald und das Voralpengebiet. Weitere Bergwiesenstandorte finden sich im Vogtland, in der Sächsischen Schweiz und im Zittauer Gebirge.
Aufgrund ihrer naturschutzfachlichen Bedeutung gehören die Berg-Mähwiesen zu den im Anhang I der Fauna-Flora-Habitat-Richtlinie unter dem EU-Code 6520 geschützten Lebensraumtypen und unterliegen seit 2022 dem gesetzlichen Biotopschutz in Deutschland. Die Berg-Mähwiesen sind auch ein Kulturgut. Einer der wichtigsten Punkte für den Schutz des Lebensraumtyps ist die Fortsetzung oder Wiedereinführung der traditionellen Nutzung mit Mahd ab Mitte Juni und allenfalls geringer Düngung. Eine extensive Nachbeweidung ist möglich.

## Berg-Mähwiesen in Niederösterreich
Innerhalb Österreichs befinden sich Berg-Mähwiesen in Niederösterreich in einer östlichen Randlage. Mögliche Vorkommen sind hier auf die höchsten Lagen beschränkt, in denen Mähwiesennutzung stattfindet.
"Der Lebensraumtyp 6520 umfasst artenreiche, extensiv bis mäßig intensiv bewirtschaftete Wiesen in der montanen bis subalpinen Stufe. Im Gegensatz zu den Fettwiesen der Tieflagen treten der Glatthafer und thermophile Begleitarten in diesen Wiesen zurück, spezifische „Höhenzeiger“ kommen hinzu. Der räumliche Schwerpunkt der Berg-Mähwiesen ist in westlicher gelegenen Teilen der Alpen und in mitteleuropäischen Mittelgebirgen mit kühl-feuchtem Klima (z. B. Böhmerwald, Erzgebirge, Harz) zu finden. Niederösterreich befindet sich durch die geografische Lage und durch das geringe Flächenausmaß von Mähwiesen in der relevanten Höhenstufe in einer Randlage innerhalb des Areals. Sowohl die pflanzensoziologische Erfassung der Berg-Mähwiesen Niederösterreichs als auch die Festlegung einer diagnostisch eindeutigen Artengruppe sind daher schwierig. Die Folge waren bisher mehrere teils unklare Zuordnungen Goldhafer-reicher Wiesen zu den Verbänden Polygono-Trisetion bzw. Phyteumo-Trisetion. Erschwerend kommt hinzu, dass manche mehr oder weniger typische Berg-Mähwiesen Niederösterreichs offenbar Entwicklungsstadien von Acker- bzw. Weideflächen zu Magerwiesen hin darstellen und darüber hinaus auch oft durch Verbrachung gefährdet sind."